# Lourdios-Ichère
Lourdios-Ichère är en kommun i departementet Pyrénées-Atlantiques i regionen Nouvelle-Aquitaine i sydvästra Frankrike. Kommunen ligger i kantonen Accous som tillhör arrondissementet Oloron-Sainte-Marie. År 2022 hade Lourdios-Ichère 141 invånare.

## Befolkningsutveckling
Antalet invånare i kommunen Lourdios-Ichère
| Referens: INSEE |